# Diogo Barbosa Machado
Pour les articles homonymes, voir Barbosa et Machado.
Diogo Barbosa Machado, abbé de Sever, est né en 1682 à Lisbonne, et est mort en 1770 dans la même ville.

## Biographie
On lui doit une Bibliothèque portugaise avec notices sur les auteurs, 1741-1759, 4 volumes in-folio.
- Mémoires pour l'histoire du roi Sébastien (1736-1751), 4 vol. in-folio